# 첨단중학교
첨단중학교(尖端中學校)는 대한민국 광주광역시 광산구 월계동에 위치한 공립 중학교이다.

## 학교 연혁
- 2003년 3월 1일 : 첨단중학교 설립인가, 초대 주영철 교장 취임
- 2003년 3월 4일 : 개교 및 입학식
- 2012년 3월 1일 : 업무경감을 통한 학교교육력 제고 시범학교 (~ 2013. 02. 28.)
- 2016년 3월 15일 : 첨단중학교 바둑부 창단
- 2023년 9월 1일 : 제9대 강윤희 교장 취임
- 2025년 1월 9일 : 제20회 졸업식(84명) 총 누적 졸업생수 4,181명
- 2025년 3월 4일 : 2025학년도 입학식(남 50명, 여 53명 계 103명)

## 참고 자료
- 첨단중학교 - 한국교육학술정보원 학교알리미